# Norman Levi Bowen
Norman Levi Bowen, kanadski petrolog, * 21. junij 1887, Kingston, Ontario, Kanada,  † 11. september 1956
Od leta 1912 do 1937 je opravljal eksperimentalne raziskave kamnin na Carnegie Institution of Washington. Rezultate raziskav je leta 1928 objavil v knjigi The Evolution of the Igneous Rocks (Evolucija magmatskih kamnin) ,v kateri je predstavil tako imenovani Bowenov kristalizacijski niz. Njegova knjiga je postavila geokemijske in geofizikalne temelje za študij magmatskih kamnin in mineralov ter postala nekakšen petrološki priročnik. Leta 1941 je bil za svoje delo nagrajen s Penroseovo medaljo, ki jo podeljuje Ameriška geološka družba (Geological Society of America). 
Ameriška geofizikalna zveza (American Geophysical Union) vsako leto podeljuje nagrado z njegovim imenom (Norman L. Bowen Award).